# Chlorissa viridaria
Chlorissa viridaria är en fjärilsart som beskrevs av De la Harpe 1853. Chlorissa viridaria ingår i släktet Chlorissa och familjen mätare. Inga underarter finns listade i Catalogue of Life.